# Galaxias zebratus
Galaxias zebratus är en fiskart som först beskrevs av Castelnau, 1861.  Galaxias zebratus ingår i släktet Galaxias och familjen Galaxiidae. IUCN kategoriserar arten globalt som otillräckligt studerad. Inga underarter finns listade i Catalogue of Life.